# Aragon (Band)
Aragon ist eine australische Progressive-Rock-Band, die im Jahr 1987 gegründet wurde.

## Bandgeschichte
Die Band veröffentlichte schon bald nach der Gründung die Mini-LP Don’t Bring the Rain im Selbstverlag. Aragon spielten darauf Neo-Prog mit Genesis- und Marillion-Einflüssen, sie erreichten damit gute Kritiken. Im Jahr 1990 erschien eine erweiterte CD-Fassung des Debüts. Zwei Jahre später folgte ein weiteres Mini-Album, im Jahr 1993 eine Kompilation mit unveröffentlichten älteren Stücken und Liveaufnahmen. Die Konzeptalben Mouse und Mr. Angel erschienen 1995 bzw. 1997, nun ohne Beteiligung Tony Italias. Nach mehreren Jahren Pause brachten Aragon 2004 ihr bislang letztes Album auf den Markt, die Band ist aber weiter sporadisch aktiv.

## Diskografie
- 1987: Don’t Bring the Rain (Mini-Album)
- 1990: Don’t Bring the Rain
- 1992: The Meeting (Mini-Album)
- 1993: Rocking Horse (and Other Short Stories from the Past) (Kompilation)
- 1995: Mouse
- 1997: Mr. Angel
- 2004: The Angels Tear
- 2014: In a Lifetime (Digital-Single)
- 2018: The Rocking Horse Saga – Act 2 (Digital-Single)